# 4e armée (Empire allemand)
Pour les articles homonymes, voir 4e armée.

Drapeau de l'état-major d'un haut commandement de l'armée (1871-1918)

La 4e armée / 4e haut commandement de l'armée (AOK 4) est le nom donné à l'unité majeure de l'armée allemande et à ses autorités de commandement associées pendant la Première Guerre mondiale (1914-1918). Ils comprennent chacun plusieurs corps d'armée ou de réserve ainsi que de nombreuses troupes spéciales.

## Histoire
Lorsque la mobilisation a lieu dans l'Empire allemand le 2 août 1914, huit armées sont formées à partir des huit inspections de l'armée existantes. À partir de la 6e inspection de l'armée (de), la 4e armée est formée à Berlin, qui se rassemble dans la région de Sankt Vith. L'armée comprend les unités de corps suivantes en août 1914:
- 6e corps d'armée
- 8e corps d'armée
- 18e corps d'armée
- 8e corps de réserve
- 18e corps de réserve

Avec la 5e armée, la 4e armée forme le groupe central de l'armée occidentale allemande, qui doit prendre l'offensive contre la France conformément au plan Schlieffen. Les deux armées repoussent une avancée de l'armée française le long de la Meuse et les Ardennes (→ Bataille de Neufchâteau et Bataille de Longwy) puis repoussent les troupes ennemies derrière l'Aisne. À la suite de la défaite de la bataille de la Marne au début de septembre 1914, les armées allemandes de droite (1re et 2e armées) se sont retirées au début du mois de septembre 1914, la 4e armée a également dû être retirée. Elle prend de nouvelles positions en Champagne avant que le front ne se fige dans la guerre des tranchées. Dans la "course à la mer" qui s'amorce, alors que les deux camps tentent de contourner leurs flancs nord respectifs, le commandement suprême de l'armée fait intervenir plusieurs nouveaux corps de réserve dans la seconde moitié d'octobre, qui seront finalement déployés à Ypres en Flandre. Pour commander ces troupes, le 4e haut commandement de l'armée est détaché du front et déplacé vers le nord. Les troupes qui lui étaient jusqu'alors subordonnées ont été réparties entre les armées voisines. Par conséquent, batailles de Flandre éclatent 
Du 20 octobre 1914 au 21 octobre 1918, le quartier général de la 4e armée se trouvait à Tielt, n'ayant été déplacé que brièvement à Courtrai et Roubaix. Elle termine la marche de retour le 28 novembre 1918 à Munster.